# سان لوئیس
سان لوئیس (به اسپانیایی: San Luis) شهری در کشور آرژانتین، استان سان لوئیس است که در سال ۲۰۰۹ میلادی، حدود ۱۹۲٬۰۰۰ نفر جمعیت داشته‌است.